# Acoacán
Acoacán (auch: Akokam) ist ein Ort in Äquatorialguinea. 

## Lage
Der Ort gehört zur Stadt Mongomo in der Provinz Wele-Nzas auf dem Festlandteil des Staates, an der Grenze zu Gabun. Der Ort ist die Heimat des Präsidenten Teodoro Obiang Nguema Mbasogo. Der Bezirk Mongomo umfasst die Stadt Mongomo und 56 kleine Dörfer.
Hier herrscht wie an den meisten Orten, die sich nahe am Äquator befinden, tropisches Klima. Der Ort liegt rund 670 m über dem Meeresspiegel.